# Århushistorie
Eine Århushistorie (pl.: Århushistorier; deutsch Århus-Geschichten) ist ein Witz über die Bewohner der zweitgrößten dänischen Stadt Århus. Die Witze erreichten in der zweiten Hälfte des 20. Jahrhunderts größere Bekanntheit und sind verwandt mit den Molbohistorier, den Witzen über die Bewohner der nördlich der Stadt gelegenen Landschaft Mols. Gelegentlich bestehen Ähnlichkeiten mit den Alle-Kinder-Witzen (Alle børnene) oder sie werden zu kurzen Rätseln (Gåder) ausgebaut.
Die Århushistorier gelten als die moderne Version der Molbohistorier. Während jedoch die Molbohistorie einer kleinen Erzählung ähnelt, die die Länge einer Kurznovelle annimmt, sind die Århushistorier äußerst knapp gehalten. Sie beginnen häufig mit einer kurzen Frage, die mit einer kurzen Erklärung beantwortet wird. Inhaltlich vermitteln sie den Eindruck, dass Aarhusianer unintelligent seien – eine Eigenschaft, die in früheren Zeiten den Molsbewohnern (Molboer) nachgesagt wurde. Beispiel:

„Hvorfor hælder århusianerne vand på deres computer? – De vil surfe på nettet.“

„Warum gießen Århusianer Wasser auf ihren Computer? – Sie wollen im Netz surfen.“

Wenn eine Århushistorie als Frage gestellt wird, ähnelt es einer kurzen unlösbaren Rätselfrage, die nur von dem beantwortet werden kann, der ihren Ausgang bereits kennt. Es ist aber auch möglich, direkt zur Aussage zu gelangen. Die damit verbundene Botschaft stellt – genauso wie die Pointe der Molbohistorier – eine bestimmte Bevölkerungsgruppe als minderbegabt dar. Beispiel:

„Kender du den om århusianeren, der sad og kiggede i telefonbogen, og som sagde: Jensen, Jensen, Jensen, Jensen … Det var dog fantastisk, så mange telefoner den mand har!“

„Kennst du den über den Århusianer, der dabei war, ins Telefonbuch zu schauen, und sagte: Jensen, Jensen, Jensen … Das ist ja Wahnsinn, wie viele Telefone der Mann hat!“

## Schildbürger und Ostfriesen
Die Århushistorier weisen Ähnlichkeiten mit den Schwänken über die Schildbürger auf, werden aber mehr noch als die dänische Entsprechung der Ostfriesenwitze gesehen. Dadurch besteht der Verdacht, dass sie nicht selbständig entstanden sind, sondern es sich lediglich um eine reine Übersetzungen handelt. Allerdings wurden die Witze an ihre Umgebung angepasst. Ein Beispiel für einen Ostfriesenwitz wäre:

„Warum haben Ostfriesen viereckige Eier? Damit sie nicht den Deich runterkullern.“

Da es in der Gegend um Aarhus keine Deiche gibt, kommen diese Art der Witze in den Århushistorier auch nicht vor. Die dänischen Witze setzen ein gewisses lokales, in jedem Fall aber ein nationales Verständnis voraus. Ein älteres Beispiel für eine Århushistorie wäre:

„Ved du, hvem der var århusianernes tv-favorit i 1970’erne? Jørgen Clevin, for han klippede alting ud i pap.“

„Weißt du, wer der Fernsehfavorit der Århusianer in den 1970er-Jahren war? Jørgen Clevin, denn er schneidet alles aus Pappe aus.“

Damit der Witz verstanden werden kann, ist es erforderlich, die Fernsehsendungen des Kinderfernsehmoderators Jørgen Clevin (1920–1993) zu kennen; in ihnen bastelte er viel mit Pappe und Papier. Der Witz setzt zudem voraus, dass man die dänische Redewendung at skære noget ud i pap (dt.: jemandem etwas haarfein erklären; wörtlich: „es aus Pappe auszuschneiden“) kennt.